# Antika
Pojam antika dolazi od latinskog antiquus: star, starinski, drevan. Iz latinskog je riječ ušla u gotovo sve moderne europske jezike (njemački: die Antike, engleski: antiquity, ruski: aнтичность, izg. antičnost). U osnovnom značenju, odnosi se na kulture Stare Grčke i Rima i kulture pod njihovim utjecajem. U širem smislu znači "davnina".

## Značenje pojma
Pojam "antika" ima osnovno i šire značenje, pri čemu postoje i varijacije unutar osnovnog značenja o tome što se pod njim razumijeva.

### Osnovno značenje
Pojam antika u svojem osnovnom značenju u literaturi obuhvaća kulture izrasle na obalama Sredozemlja u razdoblju od oko 1200. ili 800. pr. Kr. do oko 500. ili 600. g., tj. približno od pojave grčkih gradova-država (polisa) i grčke arhajske umjetnosti do propasti Zapadnoga Rimskoga Carstva i "poganske" kulture. Postoji zajednička i neprekinuta kulturna tradicija, koja započinje oko godine 800. pr. Kr., razvija se i uz razne preobrazbe održava kroz gotovo tisućljeće i pol. Nakon prvog stoljeća prije naše ere uz to se u okviru Rimskog Carstva oblikovalo i političko jedinstvo.
Ponekad se u "antiku" uvrštava i starije doba mikenske kulture, koje započinje oko 1900. pr. Kr. Većina autora ovo razdoblje razmatra posebno, jer kretsko-mikenska kultura u području Grčke i Egejskoga mora propala je do oko 1100. pr. Kr. uz golema razaranja i ekonomski, demografski i kulturni nazadak, pa slijedi mračno doba i nema kulturnog kontinuiteta.
Pojam antika prvenstveno podrazumijeva kulturu Grčke i Rima i svih zemalja koje su bile pod utjecajem grčke i rimske kulture. Ponekad se to pobliže označava sintagmom klasična antika (ili klasična starina, ili klasična kultura), dok pojam "antika" može obuhvatiti i druge sredozemne kulture toga razdoblja (npr. židovsku, perzijsku, egipatsku, keltsku itd.).
Pojam se počeo koristiti u Europi u srednjem vijeku jer se o starim Grcima i Rimljanima općenito govorilo kao o "starima", dok se o kulturama i civilizacijama koje su im prethodile nije znalo gotovo ništa (situacija se počela mijenjati tek u 19. st.).

#### Antika i stari vijek
Antika je u uobičajenoj podjeli povijesti dio starog vijeka (koji započinje pojavom prvih civilizacija u Mezopotamiji i Egiptu oko godine 3500. pr. Kr., a završava padom Zapadnog Rimskog Carstva). Ponekad se i izjednačava s pojmom "Stari vijek"; npr. Eduard Kale u knjizi Povijest civilizacija  ima poglavlje "Antičko razdoblje" i piše: »Pod antikom se obično razumijeva kulturna povijest Stare Grčke i Rima, no mi ovdje (…) u antičke civilizacije uključujemo sve stare ili drevne civilizacije koje su se u raznim područjima Zemlje javile prije ili u vrijeme stare Grčke i Rima.« (str. 23).

### Šire značenje
U širem smislu (uobičajeno u svakodnevnom govoru, ponekad u literaturi), pojam antika označava davno prošlo vrijeme, davninu. Ponekad se koristi i kao pogrda (pejorativno): zastarjeli pogledi i vrijednosti, koji su nekada nešto značili, a danas su besmisleni; također i osoba, koja ima takve poglede.
Pridjev antički odnosi se na antiku u prvom smislu (antička filozofija, umjetnost isl.), a antikni na općenito značenje (antikni namještaj, nakit, svjetonazor idr.). Pridjev antikvaran i imenica antikvitet označavaju predmet koji ima kulturnu vrijednost po svojoj starini i rijetkosti.

## Razdoblja unutar antike
Razdoblje antike (u osnovnom značenju) uobičajeno se dijeli u tri podrazdoblja. Granicu čine osvajanja Aleksandra Makedonskog (umro 323. g. pr. Kr.) i uspon moći Rima.
1. Grčko doba. U prvom razdoblju antike grčka je kultura, iako donosi izvanredne novine, još marginalna u odnosu na stare civilizacije i velike sile onoga doba (Egipat, Asirija, Babilonija, Perzija).
2. Helenizam. Nakon Aleksandrovih osvajanja (do 323. g. pr. Kr.), Makedonija postaje velesila i grčka se kultura naglo širi u zauzeta područja, koja su ranije većinom bila pod vlašću Perzije, potiskujući tradicionalne kulture; tako nastaje razdoblje helenizma. S obzirom na malobrojnost Grka i drevnost kultura pokorenih naroda, grčka kultura pritom doživljava značajne promjene, koje mnogi povjesničari označavaju kao dekadenciju.
3. Rimsko razdoblje. Razni povjesničari različito označavaju kada prestaje razdoblje helenizma, a započinje rimsko razdoblje: od 201. g. pr. Kr. (kraj Drugog punskog rata) do 30. g. pr. Kr. (Egipat, posljednje kraljevstvo pod helenističkom dinanstijom, pada pod rimsku vlast). Riječ je naravno, kao i uvijek kada u historiografiji postoje ovakva neslaganja, o procesu gdje je svaki fiksni datum manje ili više arbitaran. U kulturnom smislu, Rimsko razdoblje je uvelike nastavak helenizma, jer su rimska znanost i umjetnost ovisni o grčkoj; nova dostignuća razvijena su uglavnom u pravu i arhitekturi, a značajne promjene događaju se u religiji: religije "uvezene" s Istoka (štovanje egipatskih božanstava Izide i Ozirisa, maloazijske Kibele, perzijskog Mitre i dr., te židovstvo i kršćanstvo) postupno potiskuju staru grčku i rimsku religiju.

### Početak i širenje antičke kulture
Početak antičke kulture u klasičnom smislu općenito se poistovjećuje s razdobljem nastanka Homerovih epova (i nešto kasnije Hesiodovih) i s početkom grčke kolonizacije prostora Sredozemlja u 8. stoljeću pr. Kr.
U sljedećim stoljećima Grci su širili svoje obrazovanje i kulturu cijelim Sredozemljem, a od vremena Aleksandra Velikog i na Orijent pa i dalje, u Središnju Aziju. Rimljani su antičku kulturu prenijeli na srednju i sjeverozapadnu Europu, gdje se ona kasnije, od ranog srednjeg vijeka razvila u srednjovjekovnu kršćansku zapadnjačku kulturu.

### Kraj antike
Kao kraj razdoblja antike, različiti autori označavaju različite godine i događaje tijekom tri stoljeća.
- Godina 325. Nicejski koncil, prvi opći sabor kršćanstva, koje te godine postaje priznata religija (a pola stoljeća kasnije i jedina dozvoljena).
- Godina 393. Održane zadnje starovjekovne Olimpijske igre, nakon toga zabranjene kao poganske.
- Godina 476. Svrgnut Romul Augustul, predposljednji car Zapadnog Rimskog Carstva.
- Godina 480. 09.05. u Dioklecijanovoj palači ubijen Julije Nepot, posljednji car Zapadnog Rimskog Carstva.
- Godina 498. Krštenje franačkog kralja Klodviga.
- Godina 529. Sveti Benedikt iz Nursije osniva prvi samostan na zapadu, a istovremeno se u Ateni zatvara Akademija, koju je 900 godina ranije utemeljio Platon. To je kraj antičke filozofije, pet godina nakon smrti zadnjeg starovjekovnog nekršćanskog filozofa Boecija (524.).
- Godina 565. Smrt bizantskog cara Justinijana I., posljednjeg koji je imao djelomičnog uspjeha u pokušaju da obnovi nekadašnje jedinstvo istočnog i zapadnog Rimskog Carstva.
- Godina 568. Upad Langobarda u Italiju, koji označava završetak seobe naroda na Zapadu.
- Godina 632. Početak arapskih osvajanja izvan Arapskog poluotoka.

Kraj antike, koji je ujedno i kraj starog vijeka, proces je osipanja političke moći Rimskog Carstva i propadanja njegove kulture koji traje otprilike tri stoljeća; svaki pojedinačni datum manje je ili više arbitraran. Iako se u raznim udžbenicima i literaturi i danas kao kraj antike najčešće spominje 476. godina, kada pada Zapadno Rimsko Carstvo, današnji povjesničari obično smatraju da antika traje dulje, do približno 600. godine, jer u mnogim područjima kulturni se kontinuitet nastavlja.
Tako npr. kasnoantički gradovi na istočnoj obali Jadrana nastavljaju i nakon 476. živjeti na istim kulturnim i ekonomskim osnovama, što se ne mijenja ni kada početkom VI. stoljeća padaju pod političku vlast Istočnih Gota. Tek invazijom Avara početkom VII. stoljeća većina tih gradova biva razorena. U ostalima su ostaci antike živjeli u agoniji još desetljećima, dok nisu podlegli snazi slavenske asimilacije. (Suić, str. 24-25)
O kraju antike v. članak kasna antika.

#### Pojava kršćanstva
U okviru Rimskog Carstva javlja se kršćanstvo, koje krajem 4. stoljeća postaje jedina dopuštena religija. Ono negira i uništava mnoge osnovne čimbenike antičke kulture (tradicionalna religija, filozofija, kazalište, sportska natjecanja itd.), ali istodobno je o njoj ovisno i neke njezine elemente prenosi u srednji vijek.

## Preteče antičke kulture
Korijeni europske antike leže u tami. Njezina se pretpovijest može smjestiti u vrijeme oko 2000. pr. Kr. do 1600. pr. Kr./1550. pr. Kr., u razdoblje srednje heladike. Početkom tog razdoblja, dijelom već u vrijeme rane heladike oko 2200. – 2000. pr. n. e., u Grčku doseljavaju indoeuropska plemena.

### Mikenska kultura
Očito pod utjecajem minojske kulture s Krete, prve visoke kulture u Europi, koja je svoj procvat imala u vremenu oko 1900. – 1450. pr. Kr., na kopnenom dijelu Grčke se iz kulture srednje heladike razvila mikenska kultura (oko 1600. – 1050./00. pr. Kr.). Polazište joj je vjerojatno bilo u Argolisu i pojavljuje se iznenadno s bogatim grobovima (od oko 1600. pr. Kr.). Između ostalog, mikenska kultura je od minojske preuzela pismo. Tzv. linearno pismo A koje se, između ostalog, koristilo na Kreti a do danas nije potpuno odgonetnuto jer su tekstovi pisani nepoznatim jezikom, modificirano je u tzv. linearno pismo B. Pismo B se sreće na brojnim glinenim pločicama pronađenim i u palačama u Pilu, Tebi i Mikeni na grčkom kopnu, kao i na Kreti u Knososu kojim je u međuvremenu vladala Mikena.
Poznata su prekrasna središta mikenske kulture. Značajna nalazišta su Mikena, Pil, i Tirint na poluotoku Peloponezu, Orhomen i Gla u središnjoj Grčkoj kao i Miletu u zapadnom dijelu Male Azije i niz drugih.
U gradskim su se središtima nalazili dijelovi zvani zamak ili palača, koji su u većini slučajeva bili jako utvrđeni u 13. stoljeću. Bogati kupolasti grobovi, fina, dijelom bogato obojena keramika, umjetnički obrađeno zlato, srebro i fajansa i slični nalazi svjedoče o bogatstvu i specijaliziranosti gospodarskog sistema sa središnjom upravom. Njegovane su žive trgovinske veze s Bliskim istokom, Asirijom i Egiptom. Mikenska keramika je bila omiljena u velikom dijelu Sredozemlja, a vjerojatno su u južnoj Italiji postojala grčka trgovačka naselja.

### Mračno doba
Vrijeme između 1200. i 750. pr. Kr. se obično naziva "mračno doba" jer iz tog vremena gotovo da i nema tragova.
Početkom tog razdoblja mnogi su gradovi na grčkom kopnu razoreni, čime je nestala i podloga za kulturu palača. Mikenska tradicija nastavljena je još oko 150 godina, prije nego što je počelo tzv. protogeometrijsko razdoblje (oko 1050. – 900. pr. Kr.). Prema predaji, oko 1050. pr. Kr. počinje snažno osporavano razdoblje "Jonskih selidbi" tijekom kojih su stanovnici grčkog kopna naselili egejske otoke i Malu Aziju.
Na grčkom se kopnu pruža vrlo difuzna slika: nađeno je vrlo malo naselja, a i ona izgledaju, za razliku od mikenskog razdoblja, vrlo siromašno. Međutim u Lefkandi, na grčkom otoku Eubeji, pruža se sasvim drugačija slika: tamo su pronađeni, pored naselja s velikom zgradom kneza Lefkandija, grobovi koji su bili vrlo bogato opremljeni.
Tijekom zadnjih desetljeća, zahvaljujući mnogim novim nalazima, "mračno doba" ipak se polako rasvjetljava. Prema pretpostavkama znanstvenika koji se bave istraživanjem Homera, u različitim dijelovima Ilijade ogledaju se prilike tog vremena. To je vrijeme bilo očigledno vrlo značajno za razvoj grčkog društva, sve do grčkih polisa.
Nakon 8. stoljeća pr. Kr. kontakti s prednjim Orijentom ponovo su vrlo intenzivni i nastaju trgovinske stanice na Cipru i u Siriji. Pretpostavlja se da su već u kasnom 9. stoljeću pr. Kr. Grci preuzeli pismo od Feničana.

## Grčka i helenistički svijet

### Početci stare Grčke
S takozvanim arhaičnim razdobljem u ranom 8. stoljeću pr. Kr. počinje stvarno razdoblje antike. Od 776. pr. Kr. poznate su liste pobjednika Olimpijskih igara. U razdoblju od oko 770. do 540. pr. Kr. Grci se u vrijeme velike kolonizacije šire prema zapadnom Sredozemlju (prije svega na Siciliju i u južnu Italiju), sjeverne otoke u Egejskom moru i na Crno more. U Maloj Aziji su se već ranije naselili. U tom razdoblju (negdje između 750. i 650. pr. Kr. zapisani su i Homerovi epovi Ilijada i Odiseja, najstariji literarni spomenici zapada; u to je vrijeme (oko 700. pr. Kr.) djelovao i Hesiod.

### Nastajanje polisa
Istovremeno se stvara i sustav grčkih gradova-država, polisa, pri čemu je većina njih imala samo mali broj stanovnika.
Sparta, vojnička država u nastajanju na jugu Peloponeza, podvrgla je svojoj vlasti Meseniju i na taj način uspostavila kontrolu nad cijelim jugozapadnim dijelom poluotoka. Sparta se sa svojom oligarhijskom strukturom može smatrati prvim primjerom grada ustrojenog na načelu polisa, koji će od toga vremena prevladavati.
I u velikom broju drugih grčkih gradova-država ustav je uređivao zajednički život građana, ali ni tiranija, kakva je oko 650. pr. Kr. postojala, na primjer, u Korintu i u Megari, nije bila baš rijetkost.
U Ateni se korak po korak gradio demokratski sustav. Nakon što su Drakon (621. pr. Kr.) i Solon (594/593. pr. Kr.) donijeli svoje zakone, Pizistrat i njegovi sinovi uspjeli su još jednom, u razdoblju između 561 i 510. pr. Kr., obnoviti tiraniju. Međutim, do 501. pr. Kr. reforme Klistena Atenskog dovele su do konačnog proboja atičke demokracije.

### Razdoblje procvata Atene
S atenskom podrškom Jonskom ustanku oko 500. pr. Kr. počeo je sukob s Perzijom koji je trajao skoro dvjesto godina, poznat kao Perzijski ratovi o kojima nas "otac povijesti" povjesničar Herodot izvješćuje nekad manje, a nekad više pouzdano.
Kad Perzijanci upadaju u Grčku, Atenjani ih 490. pr. Kr. pobjeđuju u Maratonskoj bitci. Deset godina kasnije, perzijski Veliki vladar Kserkso I.  okuplja veliku vojsku i kreće u kaznenu ekspediciju, da osveti poraz svog oca u bitci kod Maratona. Međutim, gubi pomorsku bitku kod Salamine s atenskom flotom pod zapovjedništvom Temistokla, a 479. pr. Kr. kopnena vojska gubi bitku kod Plateje s udruženim vojskama grčkih polisa. Time je Perzija za neko vrijeme potisnuta, a grčki polisi u Maloj Aziji oslobođeni.
S osnivanjem Atičkog pomorskog saveza 477. pr. Kr. pod vodstvom Atene, za nju počinje razdoblje procvata koje traje do kraja vladavine Perikla 429. pr. Kr. U tom razdoblju nastaju neka od najznačajnijih filozofskih, literarnih i arhitektonskih djela stare Grčke: Eshilove tragedije, tada stvaraju Sofoklo i Euripid, a tada se gradi i Partenon na Akropolisu. U to je vrijeme u Ateni djelovao i Sokrat, Platonov učitelj.

### Borba za prevlast
Rastuće suparništvo između Atene kao pomorske i Sparte kao kopnene sile dovelo je 431. pr. Kr. do Peloponeskog rata koji je trajao 30 godina, a povjesničar Tukidid vrlo ga je dojmljivo opisao. Ovaj sukob, u kojem su se uspjesi zaraćenih strana neprekidno smjenjivali, završio je 404. pr. Kr., uz pomoć koju su Spartancima pružili Perzijanci, potpunim porazom Atene i uspostavljanjem privremene hegemonije Sparte nad Grčkom.
U prvoj polovici 4. stoljeća pr. Kr. grčki gradovi gotovo neprekidno ratuju jedni protiv drugih, svi protiv svih, mijenjaju se saveznici - uz neprestano uplitanje perzijskih careva - pri čemu se čežnja za općim mirom koristi i za promidžbene ciljeve. Teba smjenjuje 371. pr. Kr. Spartu u njezinoj ulozi hegemona nakon bitke kod Leuktre, ali je i prevlast Tebe trajala kratko. Time je Peloponeski rat, kako se to kasnije pokazalo, osjetno poremetio dotadašnji odnos snaga.
Za to se vrijeme na Siciliji moćna Sirakuza dokazala protiv trgovačke republike Kartage, koja je još od ranog 5. stoljeća pr. Kr. bila u konfliktnom odnosu s grčkim polisima. Osim toga, za razliku od matične zemlje, na Siciliji se kao oblik vladavine održala hegemonija u velikom broju gradova.
Tek prisilno ujedinjenje Grčke od strane Filipa II. Makedonskog okončalo je neprekidne borbe za prevlast između polisa. Atenjani, kao Demosten, smatrali su ga ne-grčkim barbarom, ali on je sa svojom izvrsnom vojskom dobio bitku kod Kairona 338. pr. Kr. i uspostavio hegemoniju nad Helom, što je godinu dana kasnije i osnaženo Korintskim savezom.

### Vrijeme helenizma (336do30. pr. Kr.)
Nakon što je 336. pr. Kr. ubijen Filip II., njegov sin Aleksandar Veliki vodi grčko-makedonsku vojsku u Aziju i u nekoliko godina osvaja cijelo perzijsko Carstvo. Aleksandrov pohod utro je put grčkoj kulturi na čitavom tada poznatom Orijentu, od Egipta, Mezopotamije i Perzije pa sve do granica Indije. Nakon Aleksandrove smrti 323. pr. Kr. u Babilonu njegovi su nasljednici Dijadosi (većinom njegovi generali) nakon dugotrajnih međusobnih ratova podijelili carstvo između sebe. U svim dijelovima carstva - od ptolomejskog Egipta na zapadu pa sve do seleukidskog carstva na istoku - helenizam je tijekom sljedećih stoljeća bio dominantna kultura.
Razdoblje helenizma bilo je obilježeno gotovo neprekidnim borbama triju velesila (Ptolemejevići, Seleukidi i Antigonidi) za prevlast. Početkom 2. stoljeća pr. Kr. Rim je intervenirao u Grčkoj. 146. pr. Kr. Rimsko Carstvo podvrgava pobijeđene članove ahajskog saveza provinciji Makedoniji i razara vodeći polis tog vremena, Korint. Mnogi polisi, kao Atena i Sparta, neko vrijeme još ostaju, bar formalno, nezavisni. Nedugo zatim je uslijedilo zauzimanje Pergama, a 64./63. pr. Kr. i zadnjih ostataka Seleukidskog područja. Zadnja država sljednica Aleksandrovog carstva, Egipat Ptolemejevića čija je zadnja vladarica bila Kleopatra VII., integrirana je 30. pr. Kr. u Rimsko Carstvo. Time je prestao postojati svijet helenističkih država kao utjecajni vojni i politički čimbenik tadašnjeg svijeta. Grčka kultura je ipak nastavila život nesmanjenom snagom u Rimskom Carstvu sve do njegovog nestanka na zapadu, a nakon toga u Bizantu.

## Rimsko Carstvo
Nakon Grka, Rimljani postaju sljedeći nositelji i posrednici antičke kulture. Što su dalje prodirali na Levant, tim su više prihvaćali književnost, filozofiju, umjetnost, arhitekturu kao i kulturu svakodnevnog življenja Grka, da bi zatim preuzeto širili na područje zapadnog Sredozemlja i dalje, sve do Rajne i britanskih otoka.

### Korijeni Rima
Rim, prema legendi osnovan 753. pr. Kr., nastao je, kako smatraju prema novijim istraživanjima, tek krajem 7. stoljeća pr. Kr. spajanjem više selskih naselja uz plićine na donjem dijelu rijeke Tibra. Politički i kulturno, Rim je dugo bio pod etruščanskim utjecajem. S druge strane, Etruščani su još od ranije imali intenzivne kontakte s grčkim kolonistima.

### Rimska Republika (oko 500. do 27. pr. Kr.)
Rimljani su se oko 500. pr. Kr. oslobodili prevlasti etruščanskog grada-kraljevstva, protjerali zadnjeg rimskog kralja Lucija Tarkvinija Oholog i razvili vlastiti, prvi oblik republikanske vlasti. U idućim desetljećima, do oko 450. pr. Kr., stvara se zakonik dvanaest ploča koja bilježi prve civilne, kaznene i procesnopravne norme rimskog prava. Ustavom je utvrđena podjela vlasti, i time su položeni temelji Rimske Republike.
Do 272. pr. Kr. su Rimljani ovladali cijelom Italijom južno od doline rijeke Pad. S Punskim ratovima protiv pomorske sile Kartage u 3. i 2. stoljeću pr. Kr. počinje uspon Rima prema položaju velesile starog vijeka i on za više stoljeća preuzima vlast nad cijelim Sredozemljem. Nakon 200. pr. Kr. Rim se miješa i u politiku helenističkih velesila i preuzima protektorat nad istočnim Sredozemljem. Godine 148. pr. Kr. Makedonija Antigonida, 63. pr. Kr. područje Seleukida i na kraju 30. pr. Kr. Egipat Ptolemejevića postaju rimske provincije.
Istovremeno, u samom Rimu dolazi do niza kriza izraženih sukobima između predstavnika patricija koji su ustrajavali na zastarjelim socijalnoekonimskim strukturama i plebejaca koji su tražili reforme. U vrijeme građanskih ratova kriza kasnog razdoblja Rimske Republike dosiže vrhunac, i postaje jasno da je Republika kao takva nadživljena. Time postaje moguć principat. Već je Gaj Julije Cezar svojim položajem doživotnog diktatora dosegnuo status monarha. Prvim rimskim carem smatra se August, Cezarov nećak i nasljednik, koji je s principatom uspio umjesto razrušene republike uvesti monarhističko državno uređenje.

### Doba rimskih careva
Rimsko Carstvo, kako ga je zasnovao August, on i njegov nasljednik Tiberije vodili su sigurnom rukom. No već u vrijeme Kaligule, Klaudija i Nerona pojavljuju se prvi znaci raspada. Nakon jedne krizne godine (Godina četiri cara) na vlast dolazi dinastija Flavijevaca (Vespazijan, Tit i Domicijan). Njihova je vladavina sve u svemu, kako na vanjsko- tako i na unutarpolitičkom planu, bila vrlo uspješna. Nakon što je Domicijan u jednoj zavjeri ubijen, ponovo slijedi kriza koja je uglavnom prevladana u vrijeme tzv. Pet dobrih careva.
Upravo u vrijeme tih "dobrih careva" imperij doživljava (u prvoj polovini 2. stoljeća) svoj najveći procvat i veličinu (ekspanzija u vrijeme Trajana, povrat teritorija i osiguranje granica pod Hadrijanom). Ubrzo nakon toga sve više raste pritisak na granice carstva. Na sjevernim i sjeveroistočnim granicama pritisak vrše Germani, na istočnim Parti (koji su se usprkos nekoliko poraza uspjeli dokazati), a kasnije i Sasanidi. Smrću Marka Aurelija 180. završava takozvano „zlatno doba”, koje se može samo uvjetno smatrati zlatnim.

### Kasna antika (284. do 602./641.)
Krajem 3. stoljeća car Dioklecijan uspijeva, uvođenjem tetrarhije, još jednom postići stabiliziranje carstva. To vrijeme početka kasnog starog vijeka obilježeno je prijelomnim događajima. Priznavanje i privilegiranje kršćanstva u vrijeme Konstantina I. (koje je prije toga bilo ponekad i krvavo progonjeno) predstavljalo je značajan odmak od antičke kulture, a posebno od antičke filozofije i religijskog pluralizma.
Julijanovom smrću propao je zadnji pokušaj oživljavanja poganskih kultova povezivanjem s novoplatonizmom 363.; svi sljedeći carevi bili su kršćani.
Valentinijan I. uspijeva stabilizirati zapadni dio carstva, ali u okviru seobe naroda 378. dolazi do bitke kod Adrinopolisa, i time do nove krize. Car Teodozije I. Veliki sredio je stanje na istoku carstva i istovremeno je bio zadnji car koji je vladao cijelim Rimskim imperijem. On je proglasio kršćanstvo državnom religijom. No dokazano je da se bar do 6. stoljeća na području imperija nalaze pogani.
Nakon podjele carstva 395. između sinova cara Teodozija samo se Istočno Rimsko Carstvo, kojim se upravljalo iz Konstantinopola, pokazalo trajno sposobnim za život (latinski je do 7. stoljeća ostao službeni jezik). Tzv. Zapadno Rimsko Carstvo sve je slabije odolijevalo navalama Huna i Germana. Došlo je do postupnog raspadanja rimske vojske, dok su Germani zaposjeli mnoge zapadne provincije i pri tome preuzeli mjesta rimskih upravljača. Po svemu sudeći, promjene do kojih je dolazilo zbog posljedica seobe naroda nisu bile ni približno tako jednostavne kao što se dugo vjerovalo, i sad su ponovo predmet znanstvenih rasprava. Godine 410. Rim su opljačkali Zapadni Goti, a 455. Vandali.
Tradicionalna povijest, koja tom događaju nije pridavala veliku pažnju, često ga je smatrala "krajem starog vijeka"; danas se odustalo od tog stajališta. Zbog više razloga se danas i 6. stoljeće ubraja u stari vijek. Istočnorimski car Justinijan I. Veliki (527. – 565.) pokušao je ponovo - u početku s dobrim rezultatima - obnoviti cijeli imperij, što na kraju ipak nije uspjelo; pored ostalog, Sasanidi su vršili veliki pritisak na istočne granice. U Istočnorimskom carstvu antička kultura i duhovni svijet živjeli su i dalje do u srednji vijek, ali tu su značajni rez donijela Arapska osvajanja i odvojila kasnoantičko ranobizantsko carstvo od srednjovjekovnog Bizanta. Ovisno o razmišljanju različitih povjesničara, kasna antika završava ili 602. godine nasilnim dolaskom na vlast cara Foke, ili 641. godine nakon smrti cara Heraklija i konačnog pada Egipta u arapske ruke. 

## Značenje i utjecaj antike
Značaj antike za daljnji razvoj svjetske povijesti gotovo je neprocjenjivo. U tom razdoblju leže korijeni razvoja zapadnog svijeta. Jonska filozofija prirode, atička demokracija, rimsko pravo i religijski pluralizam i tolerancija ostavština su antike na koju se nadovezuju današnji prosvjetitelji, teoretičari države, prirodne znanosti, borci za ljudska prava i mnogi drugi.
Do danas su sačuvana brojna svjedočanstva o veličini i značenju tog razdoblja - pored sačuvanih tekstova filozofske, literarne ili povijesne naravi - brojni objekti grčke i rimske umjetnosti: od velikih skulptura do minijatura, keramike itd. Velike antičke zbirke nalaze se u Rimu, Ateni, Napulju, Parizu, Londonu, Münchenu, Sankt Peterburgu, Beču i Berlinu. Za upoznavanje svakodnevnog života u to vrijeme značajna su arheološka nalazišta u Pompejima, Delfima, Pergamu i čitavom nizu drugih mjesta.
Kad se u Italiji u 15. stoljeću počelo ponovo cijeniti i oponašati očuvane ostatke (uglavnom rimske) umjetnina starog vijeka, to je razdoblje nazvano renesansa, tj. ponovno rođenje antike.
Međutim, ne treba smetnuti s uma da se antika u srednjem vijeku nije nikada potpuno ugasila. Uz Bizantince i Arape, i u Europi je tijekom srednjeg vijeka zahvaljujući nekim aktivnostima redovnika i karolinškoj renesansi (kraj VIII. i početak IX. st.) sačuvano nešto od antičkog nasljeđa.
Novija istraživanja naglašavaju neke neprekinute linije između antike i srednjeg vijeka.
Tek u XIV. stoljeću u Europi (na području latinskog kršćanstva, odnosno katoličanstva) razvija se interes za izgubljene tekovine antike (Renesansa), koje su uvelike sačuvane zahvaljujući islamskim Arapima uz posredovanje Židova. Uz obnovu interesa za antičku umjetnost i književnost povezan je i svjetonazorski okret od srednjovjekovne prevlasti religije tj. usmjerenosti na onostrano (transcedentno, metafizičko, na Boga) ka interesu za ovaj svijet i za čovjeka (humanizam). Tada započeti duhovni razvoj dovodi do prosvjetiteljstva i moderne. Suvremna zapadna kultura i civilizacija nezamisliva je bez grčke znanosti i filozofije, bez rimskog prava, bez grčke i rimske arhitekture i umjetnosti.

## Antički autori
U nastavku su navedeni neki od najvažnijih poznatih antičkih autora i neka od njihovih sačuvanih djela.
- Herodot: Povijest
- Tukidid: Peloponeski rat
- Ksenofont: Helenika i Pohod deset tisuća
- Arijan: Aleksandrova anabaza
- Pauzanije: Opis Grčke
- Plutarh: Veliki Grci i Rimljani
- Polibije: Povijest
- Livije: Rimska povijest
- Diodor: Biblioteka
- Salust: Katalinina zavjera i Rat protiv Jugurta
- Cezar: Galski rat i Građanski rat
- Tacit: Anali i Germanija
- Nepoznati autor: Povijest Augusta